# Tetragnatha fallax
Tetragnatha fallax là một loài nhện trong họ Tetragnathidae.
Loài này thuộc chi Tetragnatha. Tetragnatha fallax được miêu tả năm 1881 bởi Thorell.